# Camp de concentration de Banjica
Le camp de concentration de Banjica (en serbe cyrillique : Бањички логор ; en serbe latin : Banjički logor) était un camp de concentration nazi en fonction durant la Seconde Guerre mondiale en Serbie occupée. Il était situé à Belgrade dans le faubourg Banjica et dans l'actuelle municipalité urbaine de Voždovac. Prévu au départ pour héberger des otages, il interna ensuite des Juifs, des Serbes, des Roms, des Partisans communistes et d'autres opposants au Troisième Reich. Les registres du camp conservent les noms de 23 637 prisonniers, dont 4286 trouvèrent la mort ou furent exécutés,. En raison de sa valeur historique et humaine, le camp est aujourd'hui classé sur la liste des biens culturels de la Ville de Belgrade.
Le camp est resté ouvert de juin 1941 à septembre 1944. Il était géré conjointement par les forces d'occupation nazies sous le commandement de l'officier de la Gestapo Willy Friedrich et par la Garde nationale serbe. L'administrateur du camp était Svetozar Vujković (en), un ancien policier, assisté de Đorđe Kosmajac, tous deux connus pour leur cruauté.
Les premières exécutions dans le camp eurent lieu fin juin 1941 contre « les communistes et les Juifs ». La première exécution de masse eut lieu le 17 décembre 1941, avec le meurtre de 170 prisonniers.

## Fonctionnement du camp
Le camp était spécialement réservé aux Serbes accusés d'êtres communistes, royalistes ou opposants à l'occupation ; en outre, environ 900 Juifs et 300 Roms transitèrent aussi par le camp durant la Seconde Guerre mondiale. Ses occupants y étaient amenés par les forces allemandes et par la police spéciale serbe. La police spéciale, dirigée par Ilija Paranos et Božidar Bećarević (pl), y conduisit 4 456 prisonniers, dont 1 409 y furent exécutés, soit 31,60 % de l'ensemble des morts liées au camp. Avant l'exécution, les prisonniers étaient interrogés et torturés. Les autres prisonniers furent amenés au camp par les forces armées, soit, principalement par la SS (11 311 arrestation, 1872 morts) et la Gestapo (1 773 arrestations, 326 morts).
Jajinci, qui était alors un village près de Belgrade, servait de lieu d'exécution pour les occupants de Banjica. Certaines sources font état d'une exécution de masse de 250 à 450 Juifs le 17 octobre 1941 au lieu-dit de Trostruki surduk (en).
L'un des prisonniers de Banjica était Toma Petrović, chauffeur de l'ambassadeur de Grande-Bretagne. Il avait tenté de cacher le plus possible d'armes et d'explosifs laissés dans les locaux de l'ambassade mais il fut découvert par la Gestapo.
Plusieurs milliers de prisonniers furent envoyés en camp de concentration ou en camp de travail en Allemagne ou en Pologne, comme à Mauthausen-Gusen et Auschwitz. Le musée de Banjica conserve aujourd'hui des objets enlevés aux prisonniers, comme des photographies, des effets personnels, des dessins et des objets artisanaux.
Le camp de concentration de Banjica a été fermé en septembre 1944, un mois avant le retrait des nazis de Belgrade. Son commandant, Willy Friedrich, a été jugé par une cour militaire à Belgrade le 27 mars 1947 et condamné à mort.

## Héritage
Après la guerre, le site du camp a été transformé en musée ; ce musée fait partie du Musée de la Ville de Belgrade.
En 1984, la Radio Télévision Belgrade a produit une série sur le camp intitulée Banjica.